# Matilde di Shabran
Matilde di Shabran ossia Bellezza, e Cuor di ferro er en opera med betegnelsen melodramma giocoso i to akter af Gioachino Rossini til en libretto af Jacopo Ferretti efter François-Benoît Hoffmans libretto til Méhuls Euphrosine (1790, Paris) og J. M. Boutet de Monvels skuespil Mathilde. Operaen blev uropført i Rom på Teatro Apollo den 24. februar 1821 med violinisten Niccolò Paganini som dirigent Den modtog sine første moderne opførelser med en revideret udgave af partituret på Rossini Opera Festival i Pesaro i 1996. Operaen blev også spillet på festivalen i 2004 og gik desuden over scenen på Royal Opera i London i 2008. Juan Diego Flórez sang rollen som Corradino i alle tre produktioner.

## Roller
| Rolle                                                                                | Stemmetype  | Originalbesætning, 24. februar 1821 (Dirigent: Niccolò Paganini) |
| ------------------------------------------------------------------------------------ | ----------- | ---------------------------------------------------------------- |
| Corradino, Cuor di Ferro                                                             | Tenor       | Giuseppe Fusconi                                                 |
| Matilde di Shabran                                                                   | Sopran      | Caterina Liparini                                                |
| Raimondo Lopez, Edoardos far                                                         | Bas         | Carlo Moncada                                                    |
| Edoardo                                                                              | Alt         | Annetta Parlamagni                                               |
| Aliprando, læge                                                                      | Baryton     | Giuseppe Fioravanti                                              |
| Isidoro, digter                                                                      | Bas         | Antonio Parlamagni                                               |
| Contessa d'Arco                                                                      | Mezzosopran | Luigia Cruciati                                                  |
| Ginardo, tårnvagt                                                                    | Bas         | Antonio Ambrosi                                                  |
| Egoldo, bondeleder                                                                   | Tenor       | Gaetano Rambaldi                                                 |
| Rodrigo, leder af vagterne                                                           | Tenor       | Gaetano Rambaldi                                                 |
| Udolfo, fangevogter                                                                  | Tavs        |                                                                  |
| Mandskor af vagter og bønder. Kvindekor af bondekoner indgår undertiden i anden akt. |             |                                                                  |

## Synopsis
Handlingen foregår i og omkring borgen i Corradino i Spanien.

## Optagelser
- Annick Massis, Juan Diego Florez, Bruno Taddia, Hadar Halevy, Marco Vinco, Bruno de Simone, Chiara Chialli, Carlo Lepore, Gregory Bonfatti, Prag Chamber Choir, Orchestra Sinfónica de Galicia / Riccardo Frizza. Optaget live på Rossini Opera Festival i Pesaro i august 2004. Decca Records: 475 7688.

## Eksterne links
- Libretto Arkiveret 25. februar 2008 hos  Wayback Machine
- Diskografi